# Oxyspora umbellulata
Oxyspora umbellulata är en tvåhjärtbladig växtart som först beskrevs av Joseph Dalton Hooker och José Jéronimo Triana, och fick sitt nu gällande namn av J.F. Maxwell. Oxyspora umbellulata ingår i släktet Oxyspora och familjen Melastomataceae. Inga underarter finns listade i Catalogue of Life.